# Maroons jamaicanos
Os Maroons jamaicanos são descendentes de maroons, africanos que escaparam da escravidão na ilha da Jamaica e estabeleceu comunidades livres no interior montanhoso, principalmente nas paróquias orientais. Os escravos africanos importados durante o período espanhol provavelmente foram os primeiros a desenvolver tais comunidades de refugiados.
Os ingleses ampliaram a importação de escravos para apoiar o desenvolvimento extensivo de plantações de cana-de-açúcar. Africanos na Jamaica continuamente lutaram e se revoltaram, com muitos que escaparam se tornando Maroon. As revoltas tiveram o efeito de interromper a economia do açúcar na Jamaica e torná-la menos lucrativa. As revoltas diminuíram apenas depois que o governo britânico prometeu libertar os escravos se eles deixassem de se revoltar; aboliu a escravidão em 1834.
O Maroons Windward e aqueles do Cockpit Country resistiu à conquista na Primeira Guerra Maroon, que o governo terminou em 1738-1739 ao fazer tratados para conceder terras e respeitar sua autonomia, em troca da paz e ajudando a milícia colonial se necessário contra inimigos externos. As tensões entre o governador colonial britânico e os moradores da vila de Trelawny resultaram na Segunda Guerra Maroon de 1795-1796. Embora o governador tenha prometido indulgência se os homens se rendessem, a Assembléia insistiu na deportação de 600 Maroons para assentamentos britânicos em Nova Escócia. Depois de Freetown ter sido estabelecido na África Ocidental como uma colônia britânica em 1792 (atual Serra Leoa), os britânicos deportaram maroons adicionais tementes a rebelião de escravos na Jamaica.

## História
Com toda a probabilidade, as palavras "Maroon" e "Seminole" compartilhe a mesma origem na palavra espanhola cimarrón, que significa "selvagem" ou "indomado". Esta palavra geralmente se refere a fugitivos ou náufragos e, em última instância, é derivada da palavra para "thicket" no Espanhol antigo.
Quando os britânicos capturaram Jamaica em 1655, os colonos espanhóis fugiram. Muitos de seus escravos escaparam e, juntamente com negros livres e mulatos, ex-escravos e alguns nativos Taíno reuniu-se em vários grupos heterogêneos no interior jamaicano.
Alguns criaram palenques,, ou fazendas de montanhas em Lluidas Vale, na paróquia moderna de St Catharine, sob Juan de Bolas (ou Lubolo). Em direção ao extremo ocidental de Cockpit Country foram ‘Varmahaly Negroes’ sob a liderança de Juan de Serras; um terceiro grupo estava ativo na região de Porus, na moderna Manchester (paróquia); e havia possivelmente um quarto na Blue Mountains. Durante a primeira década do governo britânico, esses grupos foram ativos em nome dos espanhóis. Mas, à medida que se tornava cada vez mais óbvio que os britânicos manteriam sua conquista, eles mudaram sua posição.
Diante da descoberta e da derrota em 1659, Juan de Bolas aliou-se aos britânicos e guiou suas tropas em uma incursão que resultou na expulsão final do espanhol em 1660. Em troca, em 1663, o governador Lyttleton assinou o primeiro tratado maroon,  concedendo Juan de Bolas e seu povo pousa nos mesmos termos que os colonos britânicos.
Os outros grupos maroons permaneceram independentes no interior montanhoso da Jamaica, sobrevivendo por agricultura de subsistência e incursões periódicas de plantações. Esses grupos maroons iniciais diminuíram, migraram ou se fundem com os colonizadores. Outros podem ter se unido para formar o núcleo do que mais tarde seria chamado de Windward Maroons. Ao longo do tempo, os escravos fugitivos aumentaram a população de Maroon, que acabou por controlar grandes áreas do interior montanhoso jamaicano.

### Estabelecimento dos Maroons Leeward e Windward
Entre 1673 e 1690 houve várias revoltas de escravos, principalmente motivadas por recém-chegados, altamente militarizado Coromantee grupos do Império Asante. Em 31 de julho de 1690, uma rebelião envolvendo 500 escravos da  Sutton estate na paróquia de Clarendon levou à formação do grupo Maroon mais estável e melhor organizado da Jamaica. Embora alguns foram mortos, recapturados ou se renderam, mais de 200, incluindo mulheres e crianças, permaneceram livres após a rebelião ser considerada terminada.
Eles estabeleceram uma política de estilo Ashanti baseada no leste Cockpit Country, notavelmente Trelawny Town; o seu mais famoso governante foi Cudjoe. Eles incorporaram forasteiros somente após os recém-chegados terem cumprido um período de estágio estrito. Outro líder maroon jamaicano foi Major Jarrett.
Os Maroons Windward, nas partes mais selvagens do leste da Jamaica, sempre foram compostos de grupos separados altamente móveis e culturalmente heterogêneos. Desde cedo, os governadores jamaicanos consideraram seus assentamentos para impedir o desenvolvimento britânico do interior. Eles ordenaram incursões nos assentamentos Maroon em 1686 e 1702, com pouco efeito.
Por volta de 1720, uma comunidade Windward mais forte desenvolveu-se em torno do grupo culturalmente africanizado de três aldeias conhecidas como Nanny Town, sob a liderança espiritual da Rainha Nanny, uma mulher Ashanti, às vezes em fidelidade e às vezes em competição com outros grupos de Windward. Ela era conhecida por suas habilidades de liderança excepcionais, especialmente na  guerrilha durante a Primeira Guerra Maroon. Uma tática particular para os Maroons jamaicanos envolvia a arte da camuflagem usando plantas. Seus restos mortais estão supostamente enterrado no "Bump Grave" na Moore Town, a principal cidade dos  Maroons Windward, que estão concentrados e em torno do Rio Grande vale no nordeste paróquia de Portland. Rainha Nanny, também conhecida como Granny Nanny (morreu em 1700), é a única mulher honrada como uma das Heróis nacionais da Jamaica.Ela foi imortalizada em músicas e lendas.

### Primeira Guerra Maroon 1731-1739
Perturbados por invasões de plantação, as autoridades coloniais da Jamaica queriam erradicar as comunidades maroons para promover a colonização britânica. Their strategy, beginning in the 1730s, was to break off lines of communication between the Windward and Leeward Maroons, then first pick off the less organized Windward Maroons. In practice, the Maroon troops’ command of the territory and skill in guerrilla warfare gave them a strong advantage over colonial forces.
Depois de muita briga, os britânicos tomaram e destruíram a Nanny Town em 1734, mas a maioria dos Maroons Windward simplesmente se dispersaram e formaram novos assentamentos. Neste ponto, no entanto, os combates foram transferidos para Leeward, onde as tropas britânicas tiveram um sucesso igualmente limitado contra as forças bem treinadas e organizadas de Cudjoe.
Em meados da década de 1730, a guerra estava se revelando dispendiosa para Maroons e britânicos e estava se transformando em um impasse permanente. Cudjoe rejeitou sugestões de um tratado em 1734 e 1736, mas em 1738 ele concordou em discutir com John Guthrie. Este plantador local e oficial da milícia era conhecido e respeitado pelos Maroons. O tratado assinado sob o governador britânico Edward Trelawny concedeu aos Maroons 1500 hectares de terra de Cudjoe entre suas fortalezas de Trelawny Town e Accompong na Cockpits e uma certa autonomia política e as liberdades econômicas, em troca das quais os Maroons forneceriam apoio militar em caso de invasão ou rebelião, e retornar escravos fugitivos em troca de uma recompensa de dois dólares cada. Esta última cláusula no tratado causou tensão entre os maroons e a população negra escravizada, embora de vez em quando os fugitivos das plantações ainda encontrassem seu caminho para os assentamentos maroons.
Além disso, um superintendente britânico deveria ser designado para viver em cada vila maroon. Depois de mais alguns anos de luta, tratados semelhantes foram assinados por Quao, Nanny e outros grandes líderes dos Windward Maroons. Eles finalmente se estabeleceram em Charles Town, Scotts Hall e a nova Nanny Town (agora chamada Moore Town).

### Intervenção na Guerra de Tacky 1760
Em abril de 1760, o governo jamaicano exortou os maroons a honrarem os seus tratados e a prestarem assistência durante a maior insurreição dos escravos liderada pelo líder Fante, Tacky. Os Windward Maroons foram mobilizados pela primeira vez. Sua intervenção muitas vezes apareceu half-hearted: o Scott's Hall Maroons começou por reivindicar atrasos pendentes de recompensa, enquanto os de Down's Cove simplesmente se cobriram quando atacados pelos rebeldes. No final, era um Scott's Hall Brown, tenente Davy, que matou Tacky durante um confronto. Embora a perda da liderança de Tacky tenha terminado essencialmente a rebelião, em outubro, levantes relacionados eclodiram no lado de Leeward da ilha. As forças bem treinadas de Cudjoe também foram mobilizadas para ajudar a lidar com elas, aparentemente para um bom efeito.

### Segunda Guerra Maroon 1795-1796
A Segunda Guerra Maroon começou em 1795 contra o pano de fundo da plantocracia jamaicano britânico entrou em pânico pelos excessos da Revolução Francesa e pelo começo correspondente de uma revolta de escravos na vizinha Saint-Domingue, que terminou com a independência do Haiti em 1804. Ao mesmo tempo, uma crescente fome de terras entre as comunidades maroons em expansão coincidiu com vários mais imediatos e causas próximas de queixa entre os maroons de Trelawny Town.
Os tratados após a Primeira Guerra Maroon pediram a atribuição de um "superintendente" branco em cada comunidade maroon. Trelawny se opôs ao oficial recentemente atribuído a eles e eventualmente o expulsou. Com isso, o novo governador, Balcarres, Partiram de Trelawny com uma força militar para exigir sua submissão imediata. Os Trelawny Maroons escolheram lutar e foram inicialmente bem sucedido, lutando uma guerra de guerrilha em pequenos bandos sob vários capitães, de quem os mais conhecidos eram Johnson, Parkinson e Palmer. General de Balcarres, George Walpole, optou por sitiar o Cockpit Country em grande escala, cercando-o com postos de observação, disparando em conchas de uma longa distância, e com a intenção de destruir ou cortar todos os terrenos de subsistência maroon. enquanto isso, as tentativas maroons de recrutar escravos de plantação encontraram uma resposta mista, e outras comunidades maroons mantiveram a neutralidade.
Apesar dos sinais de que o cerco estava funcionando, Balcarres ficou impaciente e enviou a Cuba por uma centena de cães de caça e manipuladores. A reputação destes era tão temível que sua chegada rapidamente provocou a rendição da maioria das forças de Trelawny. Para o desânimo de Walpole, Balcarres se recusou a tratar com os maroons derrotados e os expulsou da Jamaica, em primeiro lugar para a Nova Escócia, em seguida, para a nova colônia britânica da Serra Leoa, e se juntou ao ‘Fundadores afro-americanos’ que estabeleceu a Colônia da Serra Leoa e a colonização de Freetown (Serra Leoa). A partir da década de 1830, em alguns Maroons (ou seus descendentes) voltaram para a Jamaica para trabalhar como trabalhadores livres (embora muitos desses repatriados se reassentaram na Serra Leoa) (ver Maroons jamaicanos na Serra Leoa) ou formou o novo Grupo étnico crioulo da Serra Leoa que estabeleceu as comunidades da diáspora ao longo das margens da África Ocidental de Serra Leoa para Gâmbia para Fernando Pó.

## Maroons no século 21

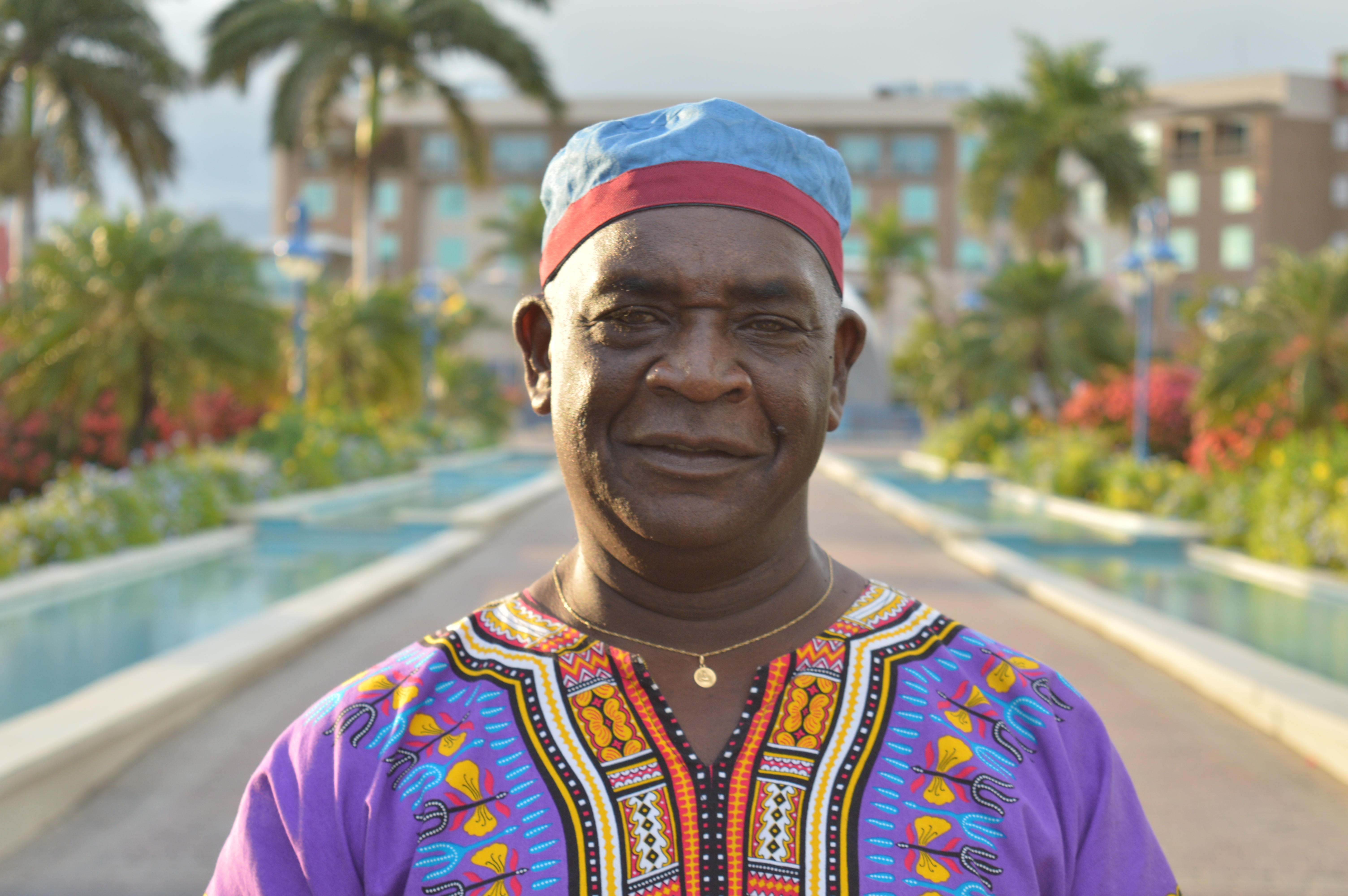
Hon. Colonel Ferron Williams, Coronel em chefe e líder eleito da Accompong 2009-presente

Até hoje, os maroons na Jamaica são, em pequena medida, autônomos e separados da cultura jamaicana. Aqueles de Accompong preservaram suas terras desde 1739. O isolamento utilizado em benefício de seus antepassados resultou hoje em que suas comunidades estão entre as mais inacessíveis da ilha.
Em 1973, ainda restavam 11 assentamentos maroons, detendo terras que lhes eram atribuídas nos tratados de 1738-1739 com os britânicos. Estes maroons ainda mantêm suas celebrações e práticas tradicionais, alguns dos quais têm origem na África Ocidental. Por exemplo, o conselho de um assentamento Maroon é chamado de Asofo, do palavra acã asafo (assembleia, igreja, sociedade).
Jamaicanos nativos e turistas da ilha podem participar de muitos desses eventos. Outros considerados sagrados são mantidos em segredo e envoltos em mistério. Cantar, dançar, tocar tambores e preparar alimentos tradicionais são parte central da maioria dos encontros. Na sua maior vila, Accompong, na paróquia de St. Elizabeth, Os Maroons Leeward têm uma comunidade vibrante de cerca de 600 pessoas. Os passeios da aldeia são oferecidos aos estrangeiros. Eles realizam um grande festival anualmente em 6 de janeiro para comemorar a assinatura do tratado de paz com os britânicos após a Primeira Guerra Maroon.
Moore Town, localizada nas Montanhas Azuis da Saint Thomas (paróquia), foi recolocada na UNESCO Lista representativa do patrimônio cultural imaterial da humanidade em 2008 pela herança Maroon, em particular a música.

## Filmes
- 1984 - Caribbean Crucible. Da série 'Repercussions: A Celebration of African-American Music' ', programa 6. Dirigido por Dennis Marks e Geoffrey Haydon.